# Blood & Water (serie televisiva 2020)
Blood & Water è una serie televisiva sudafricana creata da Nosipho Dumisa e Travis Taute, con Ama Qamata, Khosi Ngema e Gail Mabalane. La trama ruota attorno a Puleng (Ama Qamata), una ragazza del liceo la cui sorella è stata rapita come parte di una rete di traffico di esseri umani molti anni prima.
La serie è stata messa online la prima volta il 20 maggio 2020 su Netflix.
La serie è stata rinnovata a giugno 2020 per una seconda stagione, successivamente rilasciata l’anno seguente il 24 settembre

## Trama
Ambientata a Città del Capo, la serie televisiva è incentrata sulla protagonista, Puleng Khumalo, un’adolescente che in seguito ad un incontro ad una festa dei giovani facoltosi della città, decide di trasferirsi nella loro scuola privata d'élite. L'obiettivo è quello di indagare su un caso irrisolto della scomparsa della sorella, avvenuto 17 anni prima: la ragazza, infatti, è convinta che Fikile Bhele (la stella del nuoto dell’istituto) sia sua sorella maggiore, rapita alla nascita e mai conosciuta, se non dai racconti della madre ancora oggi ossessionata dalla figlia perduta.

## Episodi
| Stagione         | Episodi | Pubblicazione Italia |
| ---------------- | ------- | -------------------- |
| Prima stagione   | 6       | 20 maggio 2020       |
| Seconda stagione | 7       | 24 settembre 2021    |
| Terza stagione   | 6       | 25 novembre 2022     |
| Quarta stagione  | 6       | 1 marzo 2024         |

## Personaggi e interpreti
- Puleng Khumalo, interpretato da Ama Qamata (stagione 1-in corso). Puleng vive in una famiglia di Città del Capo con la madre Thandeka, il fratello minore Siya ed il padre Julius, quest’ultimo indagato per il sospetto rapimento della sorella maggiore della protagonista: Pumelele Khumalo. Spinta dalla sua amica Zama, si reca ad una festa in cui incontra e conosce Fikile Bhele nata proprio lo stesso giorno della sorella scomparsa. La protagonista quindi convinta che Fikile c’entri con la questione del padre inizia ad indagare assistita dall’amico Wade. Alla fine della prima stagione arriverà alla certezza che Fiks è la sorella perduta e glielo dirà
- Fikile “Fiks” Bhele, interpretato da Khosi Ngema (stagioni 1-in corso) Fikile é una delle studentesse migliori della Parkhurst e campionessa di nuoto dell’istituto. Durante la prima stagione inizialmente stringe amicizia con Puleng, ma ben presto il loro rapporto si rovinerà completamente a causa di un articolo pubblicato sul giornale della Scuola, in veniva resa pubblica la relazione di Fikile con il suo istruttore di nuoto, da Wendy, la quale aveva distribuito l’intera colpa a Puleng.
- Zama Bolton interpretato da Cindy Mahlangu
- Wendy Dlamini interpretato da Natasha Thahane
- Thandeka Khumalo, interpretato da Gail Mabalane
- Karabo Molapo 'KB', interpretato da Thabang Molaba
- Wade Daniels, interpretato da Dillon Windvogel
- Chris Ackerman, interpretato da Arno Greeff
- Chad Morgan, interpretato da Ryle De Morny
- Reece Van Rensburg, interpretato da Greteli Fincham
- Julius Khumalo, interpretato da Getmore Sithole
- Siya Khumalo, interpretato da Odwa Gwanya